# Tünde Vaszi
Tünde Vaszi (Pișcolt, 18 aprile 1972) è un'ex lunghista ungherese.

## Biografia
Ha vinto la medaglia di bronzo agli Europei del 2002. Ha anche preso parte a tre Olimpiadi (1996, 2000, 2004).

## Palmarès
| Anno | Manifestazione  | Sede       | Evento         | Risultato | Prestazione | Note |
| ---- | --------------- | ---------- | -------------- | --------- | ----------- | ---- |
| 1995 | Mondiali indoor | Barcellona | Salto in lungo | 12ª       | 5,74 m      |      |
| 2002 | Europei         | Monaco     | Salto in lungo | Bronzo    | 6,73 m      |      |

## Altre competizioni internazionali
2002
- Bronzo alla Grand Prix Final ( Parigi), salto in lungo - 6,70 m